# 久住翠希
久住 翠希（くすみ みずき、1987年4月15日 - ）は日本の俳優。香川県出身。元M3＆Co.所属、現在はACROSS ENTERTAINMENT所属。以前は「久住みず希」の表記で活動していたこともある。

## 映画
- UDON（2006年8月26日公開）- 讃岐高校うどん部　高校生役
- HELL DRIVER（2011年7月23日公開）- ナナシ役
- Z～ゼット～果てなき希望（2014年7月26日公開）- カッチン役
- アゲイン 28年目の甲子園（2015年1月17日公開）- 高校球児役
- スキマスキ（2015年2月7日公開）- キンタ役
- ら（2015年3月7日公開）- 酒屋店員役
- 戦慄怪奇ファイル超コワすぎ！FILE-01恐怖降臨！コックリさん（2015年6月6日公開）
- Noise（2019年3月1日公開）- タクヤ役

## DVD
- Z～ゼット～完全版 友情と悪魔（2014年8月6日発売）- カッチン役
- 半端 完結編（2018年4月25日）- 三太役

## その他映像
- metro trip 10周年記念アルバム「月とドライブ＋5～metro trip 10th anniversary～」（2009年2月25日リリース）トラック１「BABYBABY」MV
- フレンチ・キス（AKB48）2nd single 「If」（2011年1月19日リリース）　ジャケットA付属DVD　トラック１収録ドラマ「If～今日、恋をはじめます～」- 副会長役
- 第8回BOVA　タカラベルモント 一般公募部門準グランプリ受賞「髪切って地固まる。」（2021年5月26日　YouTube公開）

## 舞台
- 糸地獄 -舞台芸術学院 演劇部本科58期 卒業公演-（2008年2月21日 - 24日）東京芸術劇場小ホール２
- CACAO!～チョコレートまわりの6つの話～（2008年10月2日 - 5日）江古田ストアハウス
- 川中島CATS～猫の瞳に恋してる～（2008年6月5日 - 8日）シアターグリーンBOX in BOX THEATER
- BUGEI-X（2008年8月20日 - 24日）シアターTAC
- シアタートラム ネクストジェネレーションVol.1「エビビモ」（2009年1月31日 - 2月1日）シアタートラム
- 鬱病のサムシンググレート（2009年6月12日 - 23日）サンモールスタジオ
- モダンスイマーズ10周年記念公演「血縁～飛んで火に入る五兄弟～」（2009年7月17日 - 8月2日）赤坂レッドシアター　【ダンサーアンサンブル出演】
- エビロックフェスティバル2011 エビピモ？（2011年12月25日 - 26日）stage&space池袋３-tri-
- Love in toRAIN No.A-h（2013年2月9日 - 17日）新宿シアターモリエール　【ダブルキャスト　team.subway】
- Odabutsu Family～注文の怖い料理店～（2013年8月23日 - 25日）原宿さくら
- BEAUTY&GHOST?（2014年8月21日 - 24日）築地本願寺ブティストホール
- 愛しちゃってごめんなさい（2014年9月17日 - 21日）下北沢OFF OFFシアター
- 天使の取り分（2014年11月2日 - 4日）中野スタジオあくとれ
- 振り向けば優しい心の贈り物～家族編～（2015年8月4日 - 10日）参宮橋トランスミッション
- プロミスト ランド（2018年9月13日 - 17日）アトリエファンファーレ東新宿
- たいせつなきみ（2019年6月12日 - 16日）ザ ポケット
- BOOK TO THE FUTURE (2024年9月27日 - 29日) 中野　劇場MOMO

## その他
- ホラーサウンドドラマ「THE PARANORMAL TELLER」全12話　ドラマパート出演（2020年4月7日 - 6月1日公開）